# Romina Barth
Romina Barth (* 9. Mai 1983 in Schkeuditz) ist eine deutsche Politikerin der CDU. Vom 21. September 2015 bis zum 23. September 2022 war sie Oberbürgermeisterin der Stadt Torgau im Landkreis Nordsachsen. Barth war bei ihrer Amtseinführung die jüngste Oberbürgermeisterin im Freistaat Sachsen.

## Werdegang
Romina Barth wurde in Schkeuditz geboren und wuchs im Neubauviertel Torgau-Nordwest sowie in Zinna auf. Ein Großvater war Bürgermeister von Mahitzschen, einer Gemeinde im Kreis Torgau.
Nach einer Banklehre in Torgau arbeitete sie zehn Jahre  in der Immobilienbranche als Projektentwicklerin.
Neben Projekten in und um Dresden  war sie Bauherrin für die Torgauer Wohn- und Gewerbeimmobilien GmbH und betreute das Projekt eines Gewerbe-Parks auf dem Gelände der 2011 geschlossenen Torgauer Brauerei.
Privat ist sie seit Ende 2017 mit Jens Sembdner liiert, einem Mitglied der deutschen Musikgruppe Die Prinzen.

## Politische Karriere

### Kandidatur und Wahl
Ab 2014 saß Romina Barth zunächst im Stadtrat von Torgau. Im Februar 2015 wurde sie von der CDU als Gegenkandidatin der seit 2001 amtierenden und gebürtigen Torgauerin Andrea Staude, einer Bauingenieurin und Mitglied der SPD, nominiert. Während des Wahlkampfes standen Streitthemen wie die sterbende Innenstadt und die Standortfrage für ein Asylbewerberheim im Vordergrund.
Barth gewann die Oberbürgermeisterwahl am 28. Juni 2015 mit 50,2 Prozent (3885) der abgegebenen Stimmen. Das war ein Vorsprung von 37 Stimmen gegenüber Andrea Staude (3848 Stimmen). Mit 32 Jahren wurde Barth damit zur jüngsten Oberbürgermeisterin Deutschlands gewählt.
Wegen eines Wahleinspruches eines Politikers der Partei Die Linke Sachsen, Michael Bagusat-Sehrt, konnte Barth ihr Amt nicht direkt antreten, sondern wurde vom Stadtrat im September 2015 zur Amtsverweserin gewählt. Bagusat-Sehrt behauptete, dass die Wahlkampfstrategie der CDU nicht mit dem Wahlgesetz vereinbar gewesen war, da der Ministerpräsident von Sachsen, Stanislaw Tillich von der CDU, Wahlwerbung für Romina Barth gemacht hatte. Am 26. April 2016 entschied das Verwaltungsgericht Leipzig, dass Tillich nicht gegen das Neutralitätsgebot verstoßen hatte. Die Wahl wurde für gültig erklärt.
Bei der Bürgermeisterwahl am 17. Juli 2022 verlor sie die Wahl um eine zweite Amtszeit gegen den parteilosen Herausforderer Henrik Simon mit 44,2 % der Wählerstimmen.

### Weitere Ämter
Romina Barth ist Mitglied der CDU-Fraktion des Kreistags von Nordsachsen. Im November 2019 wurde sie als Beisitzerin in den Vorstand des Landesverbandes der CDU im Freistaat Sachsen gewählt.

## Aktivitäten als Oberbürgermeisterin

### Politische Schwerpunkte
Barth setzt sich für eine Verstärkung der Infrastruktur in der Region, für Jugendarbeit und für eine Steigerung des Tourismus der Region ein.
In ihre Amtszeit fiel die Zusage für die Ausrichtung der Landesgartenschau Torgau 2022, ein Großprojekt, von dem sich die Oberbürgermeisterin nicht nur mehr Tourismus und ein breiteres kulturelles Angebot, sondern auch ein starkes Wirtschaftswachstum erhofft.

Zu rechtsradikalen Aufmärschen oder Musikveranstaltungen, die in oder um Torgau stattfinden, nimmt Barth gelegentlich in der Presse Stellung. Zu den Vorfällen während eines Besuchs von Angela Merkel in September 2017 sagte sie:

„Mich stimmt es traurig, dass in Torgau die Demokratie so mit Füßen getreten wurde. Man muss aber auch sehen, dass es viele von außen waren, die sich so daneben benommen haben. Das ist natürlich beschämend für meine Stadt. Es ist in meinen Augen in Ordnung, dass man für seine Sache auf die Straße geht und demonstriert. Aber mit Pfeifen und Johlen kommt man nicht in einen Dialog. Ich ziehe den Hut vor den Leuten, die dann noch durch die Gegendemonstranten durch mussten, die angerempelt und betrillert wurden. Ich bin froh, dass es hier nicht zu Gewalt gekommen ist.“

### Städtepartnerschaften
Torgau unterhält partnerschaftliche Beziehungen mit zwei Städten im Ausland und mit Sindelfingen in Baden-Württemberg. Im November 2019 bat Romina Barth den Stadtrat, die über 22 Jahre gepflegte Städtepartnerschaft mit dem polnischen Striegau aufzulösen. Grund dafür war die erheblichen Beschädigungen in einem Torgauer Hotel beim Besuch einer Delegation aus Polen im Oktober 2019. Die kontroverse Entscheidung wurde mit knapper Mehrheit beschlossen.